# 21 شارع جامب
21 جمب ستريت (بالإنجليزية: 21 Jump Street)‏ فيلم أمريكي كوميدي أكشن صدر عام 2012، الفيلم من بطولة جونا هيل، وتشانينج تيتوم.

## القصة
في محاولة لإثبات الذات يبدأ ضابطين شرطة حديثي التخرج عملهما، ويتقمصان شخصية مراهقين في إحدى المدارس الثانوية، كي يكشفا أطراف الجريمة ومروجي المخدرات المسيطرين على المدرسة، وينتج عن ذلك العديد من المواقف الكوميدية.

## طاقم التمثيل
- جونا هيل بدور شميدت
- تشانينج تيتوم بدور كريس جينكو
- لي تريسي
- روب ريجل بدور السيد والترزآيس كيوب بدور الكابتن ديكسون

## حقائق
- الفيلم هو معالجة سينمائية لدراما تلفزيونية صدرت عام 1987، حملت نفس اسم الفيلم، وكان بطلها النجم جوني ديب.
- تم تصوير الفيلم في نيو أورلينز - بولاية لويزيانا الأمريكية.
- حدث عدة تغيرات على النص الأصلي، منها أن جونا هيل أدخل دورا جديدا مخصوص للممثل جوني ديب.

## وصلات خارجية
- 21 شارع جامب على موقع IMDb (الإنجليزية)
- 21 شارع جامب على موقع ميتاكريتيك (الإنجليزية)
- 21 شارع جامب على موقع روتن توميتوز (الإنجليزية)
- 21 شارع جامب على موقع نتفليكس (الإنجليزية)
- 21 شارع جامب على موقع قاعدة بيانات الأفلام العربية
- 21 شارع جامب على موقع ألو سيني (الفرنسية)
- 21 شارع جامب على موقع Turner Classic Movies (الإنجليزية)
- 21 شارع جامب على موقع أول موفي (الإنجليزية)
- 21 شارع جامب على موقع بوكس أوفيس موجو (الإنجليزية)
- 21 شارع جامب على موقع فيلمافينيتي (الإسبانية)